# Великий Чимган
Великий Чимган (узб. Katta Chimyon, Катта Чимьон) — дуже великий куполоподібний гірський масив, що входить до складу Чаткальского хребта. Найвища точка масиву відома під назвою вершини Великий Чимган і має висоту 3309 м. Розташований у північно-східній частині Ташкентського вілояту Узбекистану, за 80 км від Ташкента.
Зі схилів гори стікають річки Чимгансай (під назвою Аксай), Бельдерсай, Нурекатасай, Чолміроб (приплив Караарчі), Гулькамсай .

## Розташування

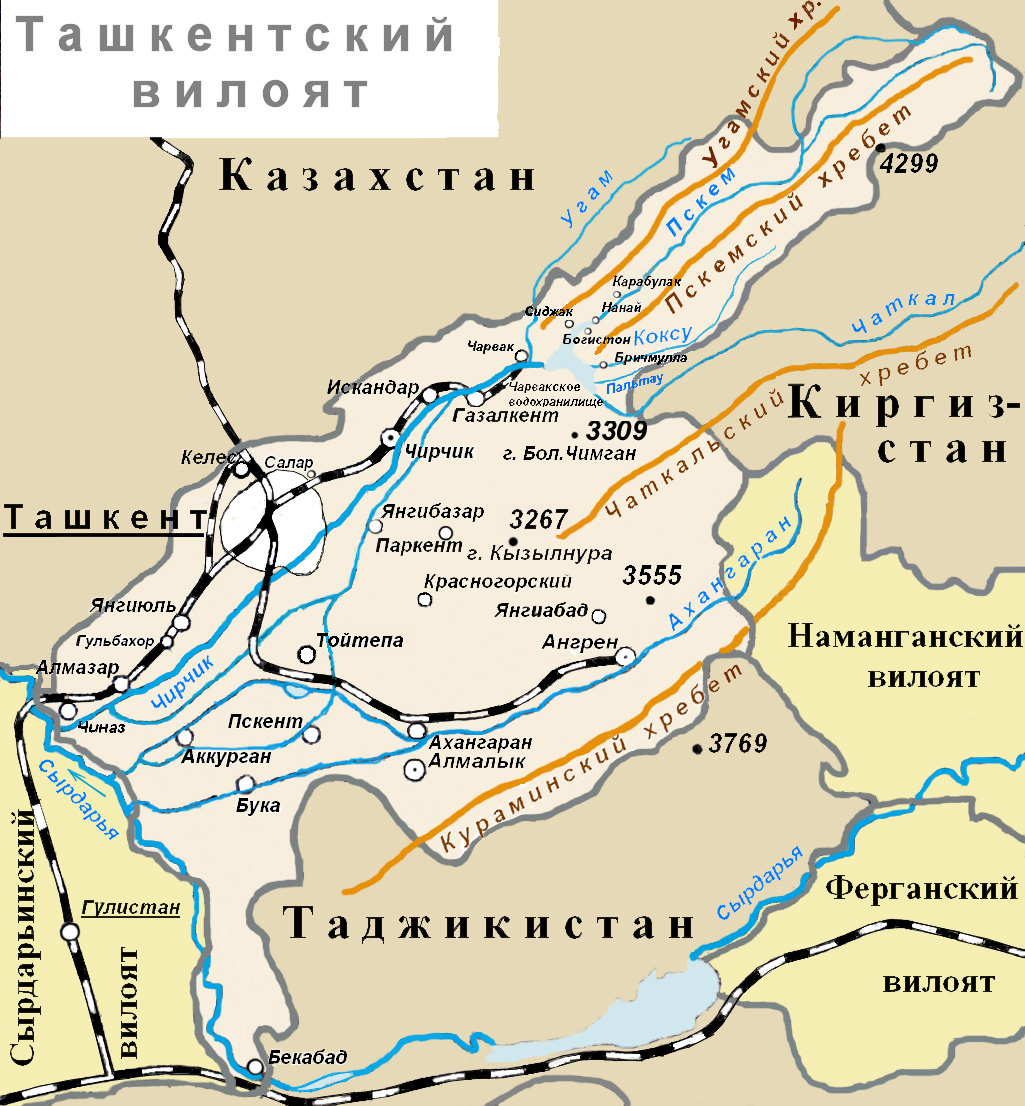
Вершина Великий Чимган на схематичній мапі Ташкентської області

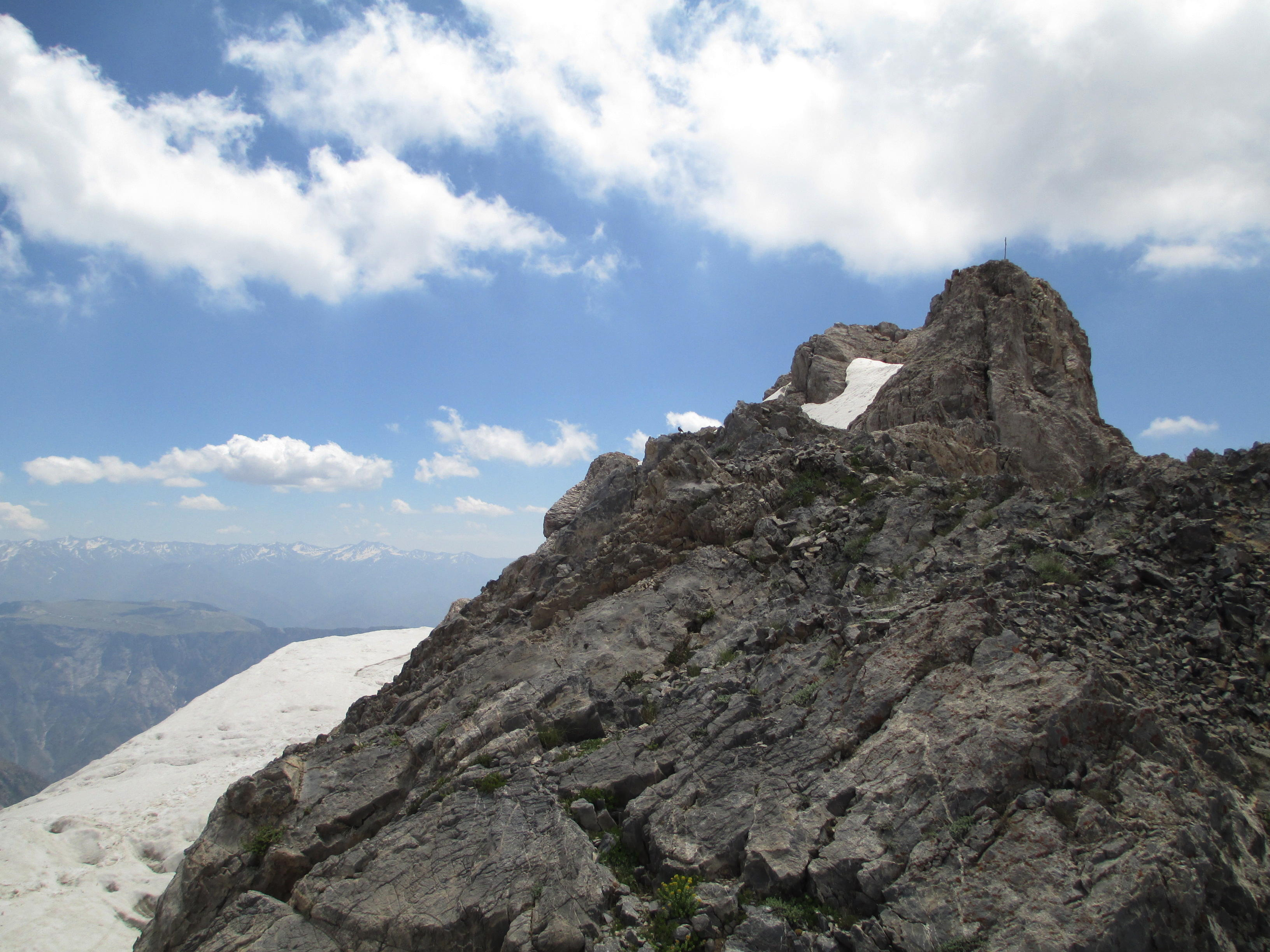
Вигляд на справжню вершину. В лівій частині знімка — плато Пулатхан, на задньому плані — Чаткальский хребет

Урочище біля підніжжя Чимгана отримало назву Уніккібулок — «Дванадцять ключів».
Через колишнє урочище нині проходить автомобільна дорога з твердим покриттям, яка раніше була відрізком траси Ташкент — Бричмулла; під час будівництва дороги частково зрито перевал, який мав назву «Крейдяний». Нині дорога проходить через селище Ювілейне та примикає до основної дороги біля селища Юсуфхона.
Неподалік від турбази розташована гірська вершина Малий Чимган (2099 м).

### Гірськолижний і спортивні комплекси в Чимгані
В урочищі біля підніжжя Чимгана на висоті 1600 м, побудовано великий туристичний гірськолижний комплекс Чимган, дитячі табори відпочинку і санаторії. У середині 80-х років побудовано канатно-крісельну дорогу в Бельдерсаї, розташованому за 7 км від комплексу.
Обидва гірськолижних курорти розташовані за 7 км один від одного, висота проживання в Чимгані становить 1600 м, в Бельдерсаї — від 1300 до 1600 м. Можна розміститися на метеостанції на вершині гори Кумбель (2300 м), на яку виводить друга черга канатної дороги. Схили для катання на обох курортах північні, тому сніговий покрив тримається довго.
Внаслідок недостатнього фінансування курортної інфраструктури канатно-крісельна дорога й інші підйомники дуже старі, але ще працюють. Траси не готувалися ратраками від 2005 до 2011 року, але в сезоні 2011—2012 на схилі знову працював ратрак і відновилося проведення республіканських лижних змагань.
Позатрасове катання тут представлено широко, як від досить безпечних спусків, так і до дуже небезпечних. Беккантрі-походи та спуски мають різну тривалість (від 20 хвилин до 5 годин) і перепад висот (від 400 до 1200 м), від простих цілинних полів до небезпечних кулуарних спусків.

## Туризм в Чимгані

### Вершина
Справжня вершина розташована на висоті 3309 м над рівнем моря, на ній встановлено хрест. Оскільки сходження на справжню вершину може бути небезпечним через скельні ділянки, тріангуляційний знак розташовується нижче, на висоті 3275 м. Як правило, кінцевою точкою туристичних і альпіністських маршрутів є саме тріангуляційний знак, під яким розташований тур, в якому спортсмени залишають записки про підкорення вершини. На тріангуляційному знаку прикріплено меморіальні дошки на честь загиблих узбецьких альпіністів, а також на честь лейтенанта узбецької армії, загиблого 2000 року під час подій в Бурчмуллі. На вершині є сніжники, що не тануть круглий рік. З вершини відкривається панорама на навколишні гори, зокрема на плато Пулатхан. Рекорд часу сходження на вершину, вставлений 1994 року, становить 1 годину 45 хвилин[неавторитетне джерело].

### Маршрути на вершину Великого Чимгана
Найбільшою популярністю у туристів користується маршрут по Західному Гребеню. Маршрут починається в ущелині Аксай, або від дороги неподалік, а потім по одному з декількох контрфорсів відбувається досить крутий підйом до стежки. Після початкового набору висоти йде практично горизонтальна ділянка з мінімальним градієнтом. Від висоти 2600−2700 м схил стає крутим, трохи вище позначки 3000 м розташований грот з меморіальними дошками. Після грота розташовується «жандарм» — скельна ділянка, проходження якої можливе тільки траверсом. У зимовий час популярним є підйом по Центральному кулуару, маршрут має зимову категорію складності 1Б. Для проходження маршруту потрібне спеціальне спорядження: кішки та льодоруби. Найпростішими туристичними маршрутами (хоча й тривалими) є маршрути по східному гребеню (захі́д з боку Гулькама, Мазарсая і перевалу Комсомолець) і по південному гребеню (Бельдерсай — перевал Кумбель — перевал Тахта).

## Альпіністське кладовище
Пам'ятники Ільясу Тухватулліну та Івану Лобанову, а на гроті західного гребеня прибито дві пам'ятні таблички: одна — пам'яті Тухватулліна і Лобанова, друга — пам'яті Андрія Байназарова